# Alvaro di Urgell
Alvaro, Àlvar in catalano, Álvaro in spagnolo, detto el Castellà ("il Castigliano") (1239 – 1267), è stato visconte d'Àger e conte di Urgell, dal 1243 alla sua morte.

## Origine
Come ci conferma sia la Ex gestis comitum Barcinonensium, che la Historia de los condes de Urgel, Tomo I, fu il figlio maschio terzogenito del Signore di Cabrera, visconte di Gerona, visconte d'Àger e conte di Urgell, Ponzio I e di Maria Gonzales Giron che era figlia di Gonzalo Rodríguez Girón (secondo il Nobiliario di Pietro Alfonso, conte di Barcelos, era figlio di Rodrigo Gonzales Giron, nobile alla corte di Castiglia e della moglie, Mayor o Maria Rodriguez), maggiordomo dei re di Castiglia, Alfonso VIII e Ferdinando III, e della sua seconda moglie, marchesa Pérez de Villalobos.
Ponzio I di Urgell, come ci conferma sia la Ex gestis comitum Barcinonensium, che la Historia de los condes de Urgel, Tomo I, fu il figlio primogenito del Signore di Cabrera, visconte di Gerona, visconte d'Àger e conte usurpatore di Urgell, Guerau IV di Cabrera e di Eilo Perez de Castro ( † dopo il 10 febbraio 1243), che secondo il Nobiliario di Pietro Alfonso, conte di Barcelos, era la figlia di Pedro Fernández de Castro el Castellano, signore della Casa di Castro e della moglie, Maria Sanchez.

## Biografia
Secondo un documento contenuto nella Historia de los condes de Urgel, Tomo I, redatto nel 1235, il re di Aragona, Giacomo I, concesse al padre di Alvaro, Ponzio, nel 1236, la contea di Urgell, come vassallo del re d'Aragona, tenendosi però le città do Balaguer e Lerida.
Solo nel 1242 Giacomo I gli restituì Balguer, come viene confermato anche dalla Historia de los condes de Urgel, Tomo I.
Suo padre, Ponzio, secondo la Historia de los condes de Urgel, Tomo I, morì nel 1243.
Essendogli premorto il primogenito, gli subentrò il figlio secondogenito, suo fratello, Ermengol IX, che morì in quello stesso anno, a cui subentrò Alvaro, che era il terzogenito, di soli quattro anni, posto sotto tutela della madre, Maria Gonzales Giron.
Alvaro era nato in Castiglia e per questo motivo fu poi denominato il castigliano, ed era stato battezzato col nome di Rodrigo; al momento di succedere al fratello come conte di Urgell, assunse il nome di Alvaro, mentre il padre nel suo testamento avrebbe preferito che assumesse il nome di Ermengol.
Alvaro continuò a vivere in Castiglia, mentre in nella contea di Urgell, il governo era nelle mani di un nobile catalano: Jaume de Cervera, signore di Gebut.
Alvaro arrivò in Urgell, nel 1253, rimanendo ancora sotto la tutela di Jaume de Cervera (un documento del 17 dicembre 1256, ci conferma che Alvaro era ancora sotto la tutela di Jaume, che diede il permesso ad Alvaro di concedere a suo cognato, Ruggero IV di Foix, tre castelli.
Nel 1253, come ci confermano sia la Ex gestis comitum Barcinonensium, che la Historia de los condes de Urgel, Tomo I, Alvaro aveva sposato Costanza di Montcada, figlia di Pietro di Montcada, nipote (figlio della sorella, Costanza) del re d'Aragona Giacomo I e della moglie, Sibila de Abarca.
Ripudiata Costanza, secondo la Historia de los condes de Urgel, Tomo I, perché il matrimonio non era stato consumato, nel 1256, Alvaro sposò Cecilia di Foix, figlia del conte di Foix, Ruggero Bernardo II e della sua seconda moglie, Ermengarde Manrique di Lara; Cecilia era sorella del conte di Foix, Ruggero IV.
Costanza e la sua famiglia si appellarono alle autorità ecclesiastiche, ed altrettanto fecero Cecilia ed i suoi familiari, che ottennero giudizi discordanti, che portarono ad una situazione di belligeranza; la guerra fu scongiurata per un accordo siglato, nel 1260.
Però la lotta tra le due mogli continuò finché il cardinale di Palestrina (István Báncsa) si pronunciò a favore di Costanza, che doveva essere considerata la legittima moglie di Alvaro.
Ad Alvaro fu imposto di ottemperare la volontà della chiesa ed al suo rifiuto, Giacomo I invase la contea.
Alvaro cercò di resistere ma fu sconfitto e Giacomo I gli requisì la contea, e Alvaro dovette rifugiarsi nella contea di Foix, presso il cognato e dove, nel 1267, morì, nelle vicinanze della città di Foix.
I due figli maschi gli succedettero: Ermengol, nella contea di Urgell e Alvaro, nella viscontea d'Àger

## Discendenza
Alvaro dalla prima moglie Costanza ebbe una figlia:
- Eleonora[17]( † 1265 secondo l'Europäische Stammtafeln[18], vol III, 135, non consultate[13]), che sposò Sancho Barón de Antillón[1], che ebbero una figlia[13]:
  - Costanza di Antillon[19](1265 - † 1310 circa), che sposò Gombaldo di Entenza e dalla loro unione nacquero due figlie, la maggiore delle quali, Teresa, ereditò la contea di Urgell[19] e la portò in dote ad Alfonso, l'erede del regno d'Aragona[19].

Alvaro dalla seconda moglie Cecilia ebbe due figli::
- Ermengol[1] (1260 - † 1314), conte di Urgell[20],
- Alvaro[1] ( † 1299), visconte d'Àger[1], che secondo la Historia de los condes de Urgel, Tomo I, sposò Sibilia, la figlia del visconte di Cardona, Raimondo Folco[20]

### Fonti primarie
- (LA)  Rerum Gallicarum et Francicarum Scriptores, tomus XIX.

### Letteratura storiografica
- Rafael Altamira, La Spagna (1031-1248), in «Storia del mondo medievale», vol. V, 1999, pp. 865–896
- (ES)  Historia de los condes de Urgel, Tomo I.
- (EN) Chaytor, H. J. A History of Aragon and Catalonia, su libro.uca.edu.
- (ES) Nobiliario, su books.google.com.br.